# Premna chrysoclada
Premna chrysoclada là một loài thực vật có hoa trong họ Hoa môi. Loài này được (Bojer) Gürke miêu tả khoa học đầu tiên năm 1903.